# Cyanoderma
Cyanoderma — рід горобцеподібних птахів родини тимелієвих (Timaliidae). Представники цього роду мешкають в Гімалаях і Південно-Східної Азії. Їх раніше відносили до родів Тимелія-темнодзьоб (Stachyris) і Світлонога тимелія-темнодзьоб (Stachyridopsis).

## Види
Виділяють вісім видів:
- Тимелія-темнодзьоб золотиста (Cyanoderma chrysaeum)
- Тимелія-темнодзьоб мала (Cyanoderma erythropterum)
- Cyanoderma bicolor[6]
- Тимелія-темнодзьоб чорносмуга (Cyanoderma melanothorax)
- Тимелія-темнодзьоб рудолоба (Cyanoderma rufifrons)[7]
- Тимелія-темнодзьоб гімалайська (Cyanoderma pyrrhops)
- Тимелія-темнодзьоб рудоголова (Cyanoderma ruficeps)
- Cyanoderma ambiguum[8]

## Етимологія
Наукова назва роду Cyanoderma походить від сполучення слів дав.-гр. κυανος — темно-синій і δερμα — шкіра.